# Plectus parvus
Plectus parvus (лат.) — вид круглых червей из семейства Plectidae отряда Plectida класса Chromadorea. Широко распространен по всему миру, обитает в основном в почве на суше, но иногда встречается и в донных отложениях пресных водоёмов.

## Описание
Мелкие черви, длина тела 0,33—0,61 мм. Тело сравнительно узкое, его длина в 17—25 (до 27) раз превышает наибольшую ширину, хвост в 7,9—11 раз короче тела. Тело прямое или слегка дугообразное при фиксации, сужающееся к обеим концам, больше к заднему концу. Область губ продолжает основной контур тела; губы с простыми гладкими внутренними кончиками; головные щетинки направлены вперед и составляют острый угол с осью тела; амфидиальная ямка обычно яйцевидной формы, от заднего до среднего уровня стомы; выделяющийся секреторно-выводной проток с поворотами, луковица глотки без или с уменьшенным постбульбарным расширением и простым копьем, влагалище с эпиптигматами и одной парой сфинктерных мышц; хвостовая фильера простая. Хвост цилиндрический, слегка дугообразный, равномерно сужающийся к тупо закругленному концу. Хвостовых щетинок семь, включая одну субдорсальную пару, одну боковую и одну субвентральную пару, обращенных вниз. Терминальная щетинка на 6—11 мкм впереди от конца хвоста. Три линейно расположенных хвостовых железы открываются наружу через фильеру длиной 1—2 мкм. Кутикула толщиной 0,8—1,0 мкм; внешняя кутикула очень тонко исчерченная, внутренняя кутикула гладкая. Стрии относительно заметны в области хвоста. Гиподерма лишена желез. Боковые поля с двумя кутикулярными крыльями. Дейриды заметные, сосочковидные, по бокам с кутикулярными крыльями. Соматические щетинки редкие, в шейном отделе 2—4 пары. Область губ переходит в контур тела. Губы треугольные, сросшиеся, кажутся радиально ребристыми; внутренние губные сенсиллы малозаметны; внешние губные сосочки, не различимы. Головная щетинка сенсиллы длиной 1,5—2,0 мкм, направлена вперед. Амфидиальная ямка небольшая, круглая с выступающим протоком, расположена на уровне от заднего до среднего уровня стомы. Устьица в значительной степени цилиндрические; хейлостом с коническими или наклонными стенками, гимностом широкий с арочными стенками; стегостом цилиндрический, у основания постепенно сужающийся. Глотка состоит из переднего цилиндрического корпуса, слегка узкого перешейка и яйцевидной базальной луковицы размером 11—15 x 8—10 мкм. Постбульбарное расширение обычно очень редкое, часто неотличимое от железистой, конической кардии. Нервное кольцо окружает глотку примерно на 54—57 % длины глотки. Секреторно-экскреторная пора немного позади нервного кольца, примерно на 66—70 % длины глотки. Секреторно-выводной проток кутикуляризирован, закручен на полтора оборота. Кишечник зернистый с широким просветом. Прямая кишка примерно в 0,7—0,9 раза больше диаметра анального диаметра тела. Анус имеет вид щели в форме полумесяца.
Репродуктивная система самок Plectus parvus дидельфная, амфидельфная, плотного сложения; яичники расположены дорсально, антидромно к развивающимся ооцитам. Передний яичник расположен справа, а задний — слева от кишечника; иногда они скрещиваются. Сперматека отсутствует. Матка иногда с двумя яйцами размером 42—46 x 15—18 мкм. Влагалище размером около 20—25 % соответствующего диаметра тела; обычно с эпиптигматами и одной парой мышц сфинктера. Вульва почти экваториальная, представляет собой овальную поперечную щель; влагалищные губы слегка выпячены. Расстояние между вульвой и анусом 133—151 мкм.

## Криобиоз
В 2015 году в Якутии при бурении керна почвы на глубине 3,5 м в вечной мерзлоте были найдены несколько особей этого вида. На этой глубине находятся отложения позднеплейстоценового ледового комплекса, возраст которых, по оценкам учёных составляет более 40 000 лет (41 700 ± 1400 лет). После разморозки в лаборатории эти черви ожили, начали двигаться и питаться, а со временем стали партеногенетически размножаться (все обнаруженные особи были самками). Таким образом, эти нематоды пробыли в полностью замороженном состоянии более 40 000 лет, после чего благополучно вернулись к нормальной жизнедеятельности. Наряду с находкой в 2002 году также в Якутии жизнеспособных нематод Panagrolaimus detritophagus, пробывших в вечной мерзлоте 32 000 лет, это был первый известный науке случай, когда многоклеточные животные, пробыв несколько десятков тысяч лет в замороженном состоянии, ожили и вернулись к нормальной жизнедеятельности.